# Dorina Böczögő
Dorina Böczögő (née le 15 février 1992 à Orosháza) est une gymnaste artistique hongroise.

## Carrière
Dorina Böczögő participe aux Jeux olympiques d'été de 2008 à Pékin et aux Jeux olympiques d'été de 2012 à Londres.
Elle remporte la médaille de bronze au concours par équipes aux Championnats d'Europe de gymnastique artistique féminine 2020 à Mersin.